# Kiss the Girl
Kiss the Girl ist ein dem Calypso zuzuordnendes Lied aus dem Jahre 1989. Es wurde von Alan Menken für den Film Arielle, die Meerjungfrau komponiert; der Text stammt von Howard Ashman. Im Film erscheint es bei der Bootsfahrt von Arielle und Eric. Unterstützt von den Tieren, die im und um den Teich leben (sie liefern Backgroundgesang und Tanz und machen die Musik) versucht Sebastian, Eric dazu zu bringen Arielle zu küssen, damit diese ihre Abmachungen mit der Meereshexe einhalten kann. Gesungen wird das Lied von Samuel E. Wright, dem Sprecher von Sebastian. In den deutschen Synchronisationen heißt das Lied Küss sie doch oder Nur ein Kuss.
Kiss the Girl war für den Oscar, den Golden Globe (jeweils in der Kategorie Bester Filmsong) und den Grammy (in der Kategorie Bester Song geschrieben für Film oder Fernsehen) nominiert, verlor aber in allen drei Fällen gegen Under the Sea, ebenfalls aus Arielle, die Meerjungfrau.

## Coverversionen
Im Rahmen verschiedener Disneyprojekte coverten unter anderem Soul II Soul, Alvin und die Chipmunks, Vitamin C, Colbie Caillat, Little Texas, Suburban Legends, Stellar Kart, La Década Prodigiosa (Titel: Bésala) und Brian Wilson das Lied. Charterfolge hatten damit:
- Peter André war 1998 mit einer Coverversion sieben Wochen in den britischen Charts und erreichte dabei Platz 9.[11]
- Ashley Tisdale coverte das Lied 2006. Sie kam damit für zwei Wochen in die US-amerikanischen Billboard Hot 100 bis auf Platz 81[12] und für eine Woche in die britischen Charts auf Platz 86.[11]